# مورتولا اینفریوره
مورتولا اینفریوره (به ایتالیایی: Mortola Inferiore) یک منطقهٔ مسکونی در ایتالیا است که در ونتیمیگلیا واقع شده‌است. پارک مورتولا در جنوب مورتولا از مکان‌های برهنگی شناخته شده در ایتالیاست 